# 质量效应系列
质量效应系列是由Bioware公司制作的动作角色扮演游戏系列，游戏计划发售三部，每部间的情节空白将由网上发布的小说补充。
BioWare於2015年E3遊戲展上宣佈將會推出同系列新作《質量效應：仙女座》，於2017年3月推出。

## 游戏系列
质量效应
Xbox 360版本于2007年11月发售，Windows版本发售于2008年5月28日。
质量效应2
Xbox 360和Windows版本同时于2010年1月26日发售。PlayStation 3版本于2011年1月18日发售。
质量效应3
PlayStation 3，Xbox 360和Windows版本于2012年3月6日发售。Wii U版本于2012年11月发售。
質量效應：仙女座
PlayStation 4，Xbox One和Windows版本于2017年3月21日发售。
质量效应：传奇版
系列三部曲的高清复刻版，PlayStation 4，Xbox One和Windows版本计划于2021年发售。PlayStation 5和Xbox SeriesX/S将通过向下兼容方式运行。

## 主题
质量效应的剧本从体裁上来说属于太空歌劇與科學幻想，探讨主题诸如思想自由、太空殖民、种族排斥、民间武装、人工智能、人机斗争的设定，一定程度上借鉴了小说《狂暴者》、《太空堡垒卡拉狄加》、《网关》。据其项目总监Casey Hudson透露，电影《异形》、《银翼杀手》、《星際大戰》、《星际旅行2：可汗之怒》和《星河战队》等都对剧本有影响。

## 神堡种族

### 阿莎麗 Asari
阿莎丽是一个有着类似人类女性外貌的单性种族，以风度、外交手腕和异能天赋驰名，是神堡議會成員之一。因长寿和独特的繁殖方式，她们处事稳健友善。阿莎丽母星是Thessia行星，她们是神堡各族中，第一个进行星际航行、第一个发现并定居神堡的种族。阿莎丽文化多元，极富个人主义。

#### 歷史
阿莎丽是现存物种中，第一个能进行空间旅行并发现了质量中继站的种族。公元前580年，阿莎丽在星都发现keeper。60年后，salarian与她们进行了首次接触，两个种族建立了星都议会。公元200年左右，她们与elcor进行了首次接触，并帮elcor人升入银河社会。
还有记录显示，相当于人类17世纪时，阿莎丽探索过哥尔贡星系。

#### 生物特征
外形
阿莎丽人的肤色从蓝到紫，但也有个别变异出了其他肤色。有一些阿莎丽人有脸部纹身，它们可能是由“父亲”一方遗传的，因为游戏中纯血阿莎丽都没有类似纹身。阿莎丽人没有头发，取而代之的是高低错落，造型有致的皮质突起。但抛开肤色和头发不论，她们是外表上和人类最相似的种族。
阿莎丽的性别观念和其他种族不同，虽然她们像女性（至少在人类看来），但阿莎丽是无性的，男或女的概念对阿莎丽没有意义。但不管个性如何，阿莎丽总会或多或少的表现出母性/女性天性，这是因为她们的繁殖方式所致。
阿莎丽在很多种族看来都有异性吸引力，在人类看来他们体型相似，salarian认为他们肤色相似，turian则称他们头饰相似。Mordin Solus推测阿莎丽的跨种族吸引力源于天生的神经官能。
生理
阿莎丽有强大的细胞再生系统，虽然这不能使之更快从伤病中恢复，但能让她们拥有1000年的寿命。
虽然阿莎丽是单性生物，但非无性繁殖。一个阿莎丽向其子嗣提供两份自己的基因，其中一份在与作为“父亲”的一方交流时产生变化，阿莎丽将这个变化过程称为“混生(melding)”。在进行混生前，阿莎丽会向伴侣强调“embrace eternity”，让对方集中注意力敞开精神。进行混生时，阿莎丽将神经系统与对方同调，双方通过肌肤接触，接受和发送神经电刺激。成功的话，会暂时构成统一的神经系统。阿莎丽能与任何种族任何性别的对象繁殖后代，在她们与其他智慧种族接触后，追求基因多样化的原因，促使跨种族的结合流行起来，阿莎丽内部的结合反而变得非主流了。两个阿莎丽的结合生育的后代叫“纯血女(pure-blood)”，是相当侮辱的称呼。纯血女有几率因一种罕见的基因错误成为“Ardat-Yakshi”，Ardat-Yakshi在混生时会烧毁伴侣的神经系统。有些阿莎丽的外星伴侣期望产生出一个混合基因的后代，但事实是，阿莎丽在混生的过程中，只是参考伴侣的基因对自己的进行重新排列，因此后代无一例外仍是阿莎丽。
阿莎丽的混生天赋也被用来做心灵交流，她和她的伴侣可以相互交换记忆、思想、感觉。混生也可以是单向的，由阿莎丽到对方，但单向混生十分消耗体力与精神。
阿莎丽一生要经历三个阶段，生理和心理都会有所变化
- 少女期始于出生，这个时期的特点是充满好奇心、精力充沛、勇于探索
- 婚育期约350岁开始，频繁的进行混生会提前进入。婚育期的特点是产生定居和生育的意向
- 主母期约700岁开始，很少进行混生则会推迟进入。这个时期她们乐于参与社会，将她们多个世纪的智慧与经历分享

需要指出的是，阿莎丽是高度个性化的种族，三个阶段的生理特征是无法改变的，但有的个体行为却大相径庭——如，有的少女更爱待在家里而不是出去探险，有的婚育者注重事业而不是建立家庭，有的主母对社会活动不屑一顾等等。

#### 文明特征
政治文化
由于寿命悠长，阿莎丽倾向以“长远角度”来看待事物。当遇到新的种族或事件时，她们采取一个长期且消极的态度进行观察，其中一些调研或决策甚至需要数十年至上百年。主母们所行之令让人费解，但事过境迁后，这些谨慎的决定倒真是远见卓识。在跨星际外交中，这种长远态度产生折中主义，在政治、军事、经济领域都崇尚平衡。
现在阿莎丽的政治结构是阿莎丽共和国，其实阿莎丽很晚才意识到需要组成一个统一政府。以前，阿莎丽还在母星Thessia时，大大小小的城邦联盟星罗棋布，她们对资源进行交易，而非囤积；对不同意见者试图理解，而非诉诸武力。因为崇尚调和包容，缺乏产生大型政权的动力，只到信息时代，网络交流催生了“电子民主”，城邦间才被紧密地联系起来。
除了在星都议会的代表外，阿莎丽没有政客和选举，在官方论坛和聊天室中，任何发言都被考虑，所有政策都可以全民表决。当争论发生时，阿莎丽倾向倾听主母的意见，年纪越大者越受尊重。
经济
阿莎丽共和国是有全银河最大的经济体，交易交流网络无所不达。其中一些行会掌握了银河经济命脉，如在Serrice和Armadi（两个在Thessia的城邦）的行会垄断了先进异能技术的交易，一旦产生冲突，一条禁运令就让对手遭受重创。
军事
阿莎丽军队是战士的联合，无需国家任命，每个社会组织都能自己任命军事长官。大城市的战士数量多装备好，一些偏远小村的战士稀少而装备落后。她们没有统一制服，每个人都随心所欲。但阿莎丽战士绝不是松散的民兵，她们是职业战士。
阿莎丽狩兵平均花费20-30年在少女期学习战斗技术，她们磨练身心，追求完美。狩兵可单独作战或两人一组，取决于当地的传统。一对一，狩兵几乎不可战胜，她们拥有战术家的头脑、猎手的直觉、舞者的妙姿。不过狩兵虽敏捷，却牺牲了重型装甲和武器，她们不能在枪林弹雨的混乱战场上发挥实力。缺乏防守能力让狩兵难以胜任常规战争，所以她们的职责是特种行动，她们是忍者，善于包围、渗透、刺杀，从心理击败对手。正因如此，第一批幽灵御使是狩兵，她们在镇压克洛根叛乱中起了关键作用。
宗教
阿莎丽的宗教是泛神的Siari教，其教义简而言之为“万物一元”，宇宙是一个意识体，其中任何生命都是组成其意识的一个部分，死亡是精神能量回归宇宙意识，之后又被重新分配入新的肉体。阿莎丽能与其他种族进行混生，被认为是宇宙意识的证据，因为这意味着生物都有相似的本源。
在Siari教流行前，阿莎丽宗教名目繁多，其中影响力最大的是崇拜Athame的一神教派。现在阿莎丽常常说“以女神的名义”，但这只是世代相传的习语，已经不能代表个人的信仰了。
阿莎丽在春季举行名叫Janiris的丰产仪式，Janiris是阿莎丽新年的第一天。这一天，她们编织花环赠与朋友与爱人。Janiris在星都已是跨种族的节日。

### 赛拉睿 Salarian
赛拉睿是第二个来到神堡的种族，他们是新陈代谢极为活跃的温血两栖生物，是星盟議會成員之一。赛拉睿人想得快，说得快，动作也快。其他种族在他们眼中都显得笨拙而迟钝。不过相应地，他们的代谢速度使其寿命相对较短，40岁以上的赛拉睿人非常罕见。
赛拉睿人曾积极帮助原始的克洛根族进行发展以利用他们作为士兵投入雷克耐战争。几百年后也是他们制造了突锐人用来镇压克洛根叛乱的生物武器“基因噬体”。
赛拉睿人因其敏锐的观察力和非线性思维而闻名，这使他们在科研与谍报领域显示出过人的天赋。他们不断地进行试验与发明，而且一般认为他们总是能打听到更多绝密的情报。

### 突锐 Turian
突銳是第三支到達神堡的種族，屬於高度進化的爬蟲類生物，是星盟議會成員之一。约1200年前，突锐人被邀请加入神堡议会担任星际维和的使命。突锐人拥有神堡世界中规模最大的舰队，而且他们也是议会武装力量中最大的一支。法瑞克森條約，一份有關防止軍事競爭的條約訂明，突銳有權建造星盟最大的艦隊，並負責作為保衛星盟的主力。
随着突锐人领土和影响的日渐扩张，他们开始依赖于向赛拉睿人获取军事情报，向阿莎丽人寻求政治指导。尽管他们有向银河系进一步扩张的意愿，但是当权高层明白如果其他两个种族被消灭的话将会得不偿失。
突锐人处于重视秩序的等级制社会中，拥有强烈的个人与集体荣誉感。突锐与人类在2157年的“初次接触战”——突锐人称之为“314号中继器事件”——之后处于长期的敌视状态。不过表面上两种族仍然是盟友，维持着礼貌而冷淡的外交关系。

### 沃勒 Volus
沃勒人是拥有独立领事馆的神堡种族，但是他们同时也是突锐的附属种族。几百年前，他们自愿加入突锐帝国，事实上是以自己的商业才能换取突锐的军事保护。
他们的母星艾伦远在其恒星的生命带之外，但是该行星拥有高压温室大气环境，能保留足够的热量支持氨基生命形式。因此，沃勒人在与其他种族打交道时必须穿戴压力服和呼吸器，因为普通氮氧气体对他们来说是有毒的，而在大部分种族都能适应的低压大气中，他们的身体会胀开。
沃勒人的文化属于部族文化，依靠交易土地甚至活人来获取地位。这种易物文化使他们偏爱金融工作。沃勒人是《金融共同法》的发起者，并一直在监控与平衡神堡世界的经济。

### 人類 Human
人類是源自於地球的哺乳類生物。人類自從在火星探測到了普洛仙遺物，開啟了質量中繼器的研究，進入了星際時代。2165年，人類在星盟獲得星盟次級會員資格，2183年，人類因協助議會對抗霸主和薩倫，成為了星盟議會成員之一。

### 護工 Keeper
当阿莎丽人发现神堡的时候，她们也发现了护工——一种温顺的多足虫族，它们存在的目的似乎只是维护与修理巨大的普洛仙空间站。
先前对护工进行沟通和研究的尝试均告失败，现在干涉与阻碍护工活动的行为都属非法。由于护工完全不具威胁，其他人基本上对它们视而不见。同样的，它们对其他种族也视而不见，但是会帮助初来此地的人熟悉神堡。
不管有多少护工因为年老、暴力行为或事故而死亡，它们的数量总是保持不变。没人知道新护工来自何处，但是一些人认为它们是基因工程产物，是在无法进入的神堡核心深处制造的生物机器人。

## 其他種族

### 桀斯 Geth
桀斯属于网络式人工智能，主要活动区域在英仙面纱。约公元1900年，奎利创造了桀斯，原本的设计用途是从事艰苦工作或用于战争。因为不可预料的原因桀斯产生了自我意识，奎利企图消灭他们，结果却被桀斯打败。
桀斯的反抗让银河的生物种族感到了人工智能的潜在威胁，多数人都认为桀斯文明必须被联合压制。
过去
奎利把桀斯设计成一种劳动工具，为了最大程度的缩小叛变的可能性，桀斯的核心是VI而非AI；为了提高工作效率，桀斯又被设计成可联网的。正是因为后者，桀斯在无数网络交流中慢慢获得了知觉。最终，他们开始思考并询问奎利——诸如：我是否活着？此单位是否有灵魂？——等问题。震惊与恐惧中奎利决定在它们反抗前关闭所有桀斯，但桀斯已经有所警觉，工具的反抗演变成了战争。战争结束时，战败的奎利被迫撤离了在英仙面纱中的母星和殖民地，他们剩余的船只聚集在一起，被人称为“流浪舰队”，生物体种族将这场战争称为“桀斯叛乱”，桀斯则将这场大败创造者的战争称为“黎明战争”。
现在
其他种族对桀斯的情况所知甚少，唯一能确定的是，它们并没有待在原奎利母星，而选择了宇宙中的大型空间站的电脑中心作为基地。桀斯对外奉行孤立主义，迅速地击毁任何进入领地的船只，同时又通过监视通信和外联网观察其他种族以避免直接接触。
桀斯致力发展新的技术，开发出多种新的载体平台，这种技术与银河其他种族的技术大相径庭。桀斯的终极目标是创造一个能容纳所有桀斯的戴森球（Dyson Sphere）。
桀斯舰队数量从5000到10000不等，其具体武力配备还不为人知。
亚型
随着时间的推移，桀斯载体已经发展出了无数亚型，有体型瘦小但十分敏捷的桀斯 Hoppers , 巨大笨拙但火力强劲的桀斯 Armatures。还不清楚桀斯 Armatures究竟是仅仅作为战争工具被桀斯驾驶，抑或拥有自我意识。
仅在ME1中出现的型号：
- 桀斯重甲
- 桀斯 Hopper
- 桀斯 Shock Trooper
- 桀斯狙击手
- 桀斯 Juggernaut

仅在ME2中出现的型号：
- 桀斯 Juggernaut

在ME1和ME2中都出现了的型号：
- 桀斯毁灭者
- 桀斯运兵船
- 桀斯士兵
- 桀斯火箭兵
- 桀斯精英
- 桀斯巨像

特征
载体 
在体型上，拜其创造者所赐，桀斯的头、手和腿部形状类似于机械化的奎利。桀斯由两种不同性质的材料构成——外面覆盖着塑料或金属外壳，内部是合成肌肉组织构成的动力系统。合成肌肉组织被割裂时会流出白色的导电溶液，但其中没有任何内部器官或神经系统，故无饿与痛感。合成肌肉组织也能使用万能工具愈合。
AI与VI
虚拟智能（VI）是一项成熟的技术，目的是人性化计算机的操作系统。VI没有思考能力、没有意识，其作用只是用来帮助用户处理数据，即便如此，该技术依然有失控风险。通过缜密且巧妙的程序，VI能对大部分问题做出正确反应。
改变行为参数、语音模式和虚拟外观，VI一定程度上能体现出“个性”。奎利曾用VI模仿他们祖先的智慧和人格，创造出了“虚拟先祖”（ancestor VIs）。桀斯叛乱暴发时，所有关于“虚拟先祖”的研究都落入了桀斯手中。
网络共识
桀斯被设计构想成只能在几十米范围内联网，共享处理能力但不共享数据，以免为其带来复杂的思维和高级逻辑。奎利禁止了处理对象——数据交换，却开放了处理工具——程序交换，虽然最初都是很低等的程序，如马达控制和分配视觉识别的进程。但每被一个载体运行一次，程序就复杂一分，所以在数量恐怖的桀斯联网时，程序以奎利难以置信的速度迅速升级。
一个单位的桀斯更合适称呼为“载体”，该载体在网络中以光速下载和上传构成“意识”的程序。大部分的桀斯程序都能在桀斯制造的“网络枢纽”中找到，一个网络枢纽可以支持数以百万计的载体上传下载程序，相当于桀斯的“城市”。相处不同的网络枢纽的会造成桀斯的思维有所差异。
由于所有桀斯都相互联网，使用绝大部分相同的程序运算，所以他们看事物的观点鲜少有分歧。对待任何一个信息，此方的反应即彼方的反应，EDI形容其为“a thousand voices talking at once”。伪装、操纵和说谎在桀斯间是不存在的，因为此想即彼想，其中不存在隐私，同时产生情绪的程序在网络中交换，又意味着每个桀斯都是一体。桀斯没有政府或首领，当形势需要做出选择时，就由所有的桀斯程序一齐做出决定。
有一些人怀疑，随着时间的推移，程序的差异将会增大，载体会逐渐体现出个性。
戴森球
桀斯的长期目标是建造一个“超级结构”取代网络枢纽系统，该结构是一个庞大的主机房，能容纳所有桀斯程序，为所有载体提供上传下载服务，预计该结构大小与一个星际相当。

### 艾柯 Elcor
艾柯是来自高重力星球德庫納Dekuuna的神堡种族。他们是身形庞大的生物，用四只健壮的腿站立以增加稳定性。艾柯人移动缓慢，这是在那种摔跤都能致命的环境下进化的结果。这也使他们的性情变得小心而保守。
艾柯人的口語表達對其他種族而言相對單調，且聲調缺乏起伏，幾乎無法判斷其想表達的情緒。對於他们來說，氣味、微小動作和听不见的次声所传达的意义都有微妙的差别，就像人类的微笑那样变幻莫测。由于他们复杂的表达方式会导致与其他种族间的误解，所以艾柯人经常直接在語句前直白表明他们現在是嘲讽、开心还是生气等情緒。
德庫納的高重力阻礙了山脈的形成，大部分地區都是平整開闊的平原，史前艾柯人以小家族的形式在这里游居。现代艾柯人依然喜欢开阔的环境，在进行长途星际旅行时会产生不安与不适。

### 哈纳 Hanar
哈纳是一个以极端礼貌而著称的神堡种族。長得像水母。他们措辞极其严谨，并且会因为不当的用語而生气。想与其他种族沟通的哈纳都要接受特别培训以抑制他们对不当用語的敏感性。
每个哈纳都有两个名字。表名在公开场合使用，裏名只在亲属与密友之间使用。哈纳在与以表名互称的对象交谈时从不用第一人称指代自己，这种做法被认为是自负的表现，所以它们称自己为“在下”，或非人称代词“它”。
他們的母星是卡耶，由于表面90%的区域被海洋覆盖并且围绕一颗年轻的白色恒星公转，所以长久地被一层厚云覆盖。其母星上存在普洛仙遗迹，许多哈纳都膜拜他们，而哈纳神话中也经常提到一个高等种族向他们传授语言从而开化了他们。

### 巴塔瑞 Batarian
在22世纪60年代早期，人類开始向斯基利恩星界中的星球大规模殖民，已经在该地区发展了几十年的巴塔瑞人对此表示强烈不满。2171年，巴塔瑞人申请议会将星界划为“巴塔瑞领地”，但是议会拒绝了，并宣布人类可以在该地区未开发的星球上殖民。
作为抗议，巴塔瑞人关闭了设立在议会的使馆并中断了与议会的外交关系，成为了叛变势力。他们在星界中发起了一场代理战争，将武器和资金提供给犯罪组织，唆使他们攻击人类殖民地。
双方的敌意在2176年的斯基利恩突袭战中达到顶峰，这是一场由巴塔瑞人资助的海盗和奴隶贩对人类首府依利仙发动的攻击。2178年，星联调集大军报复性地袭击了托梵的卫星，长久以来这里都被巴塔瑞人资助的犯罪分子用作前进基地。经此一战，巴塔瑞人退回到他们自己的星系中，如今在神堡世界中已经很难见到他们了。

### 克洛根 Krogan
克洛根人是在恶劣而严酷的环境中进化的。在火药武器发明前，“被猛兽吞噬”仍旧是克洛根人的主要死因，而之后的主要死因变为“枪杀”。
当赛拉睿人发现克洛根时，他们还是凶残野蛮的种族，在自己制造的核冬天中挣扎求生。赛拉睿人提升了他们的文化层次，教导他们建立和使用现代技术，这样他们可以在雷克耐战争中充当士兵。
在摆脱了母星严苛环境的限制后，快速繁衍的克洛根人经历了史无前例的人口爆炸。他们开始向临近的星球殖民，不管这些星球有没有居民。克洛根叛乱持续了将近一个世纪，直到突锐人投放了由赛拉睿研制的基因噬体武器，才最终摧毁了克洛根人的所有抵抗。
基因噬体使新生儿的存活率降至千分之一，现在的克洛根是一个正在缓慢衰亡的种族。因此不难理解克洛根人对所有种族都怀恨在心，尤其是突锐人。

### 奎利 Quarian
自从三百年前被桀斯赶出自己的星系后，大部分奎利人现在居住在漂流舰队上，这是一个由五万艘飞船组成的船队，包括了从客运穿梭机到机动空间站的各种大小的飞船。
作为1700万奎利人的家园，船队的资源自然極其有限，因此，每个奎利人在适龄时都要进行一个称为“云游”的成年人仪式。他们将离开船队，只有在找到對艦隊有價值的東西後才能返回。
許多星際種族蔑視奎利人，因为他們創造了桀斯，而且其船队进入一个星系后会带来很多麻烦。甚至导致了关于奎利人的种种猜测和谣传，其中之一是认为包裹在外衣和呼吸面罩下的奎利人其实是半机械生物，是有机体和人工部件的混合体。

### 收集者 Collector
收集者是长久以来被神堡种族认为只是个传说的一种类昆虫种族，但他们偶尔会出现于神堡空间的外围。 收集者的名字来源于他们的贸易需求： 收集者通常用他们极高的科技来换取其他种族具有特殊特征的个体，例如左撇子的奎利人和巴塔瑞人双胞胎。最近收集者开始把兴趣转向人类，他们是最近人类殖民地人口整体消失的幕后元凶，其捉拿人类的动机仍然不得而知。由于其科技是基于收割者科技，收集者被认为听命于收割者。收集者是质量效应2中的主要敌人，质量效应2的故事线表明收集者实际上是被认为已灭绝的普罗仙人的后代，被收割者进行基因改造并用作奴隶种族。收集者的DNA被EDI识别出与普罗仙人有着非常高的相似性。
收集者被一个叫做先驱者的收割者远程操控，先驱者通常附身于收集者将军的意识内并通过他监控前线的人员，先驱者还可以自由附身收集者中的任何个体。附身时个体会显示出出明亮的黄色眼睛，显著增强的能量和发光的外骨骼裂痕，之后个体会作为先驱者的化身并处于先驱者的直接控制之下直到被消灭或者释放。先驱者对Shepard非常熟悉并且经常在战斗中通过被附身的个体嘲讽他。

### 收割者 Reaper
收割者是一种高度发达的机械种族，质量中继器和神堡空间站的创造者。他们从其他物种身上获取基因物质并与这些物种非常相似。收割者周期性地从宇宙深处醒来并摧毁宇宙中的所有先进的有机生命，他们是质量效应三部曲中的主要反派。收割者一词并非是他们对自己的称呼。根据霸主（一个留守在神堡空间负责确保收割者再临的收割者先锋）所言，收割者是普罗仙人对他们的称呼，用以表示他们的行为——收割其他生命。然而在质量效应2中，Legion的对话显示出霸主称呼自己为“Nazara”，并且收割者被桀斯族成为“旧机器”。收割者在遥远的宇宙深处休眠，神堡空间站本身是一个巨大的质量中继器，收割者通过它再次降临银河系。 神堡在众多质子中继器中的位置和他超乎想像的防御体系使它成为银河文明理想的中枢。一旦神堡被激活，收割者便会迅速进攻神堡并且控制各处的质量中继器，摧毁中枢指挥体系并孤立各个种族。等到这些高等有机文明变得混乱不堪，收割者有系统地入侵每一个种族并执行大屠杀，消灭或者奴役他们。这个过程在过去三千七百万年中每五万年就重复一次。然而，除了无法理解有机文明外，收割者对这一行为没有表现出任何动机。质量效应三部曲的主要故事线就是关于如何对抗收割者的再临。
在质量效应1中，霸主最初只是被认为是一艘神秘的两公里长的巨型战舰（当时各個文明的标准战舰最长的只有一公里），被反叛的幽灵特工萨伦•阿特鲁斯所持有。但之后霸主显示出他实际上是一艘不仅巨大而且有自主意识的战舰，一个收割者。霸主才是操控萨伦的幕后黑手。收割者能产生一种腐化力场，一系列能持久地影响有机生命的大脑的信号。霸主用这种方法控制舰体内的生物，包括萨伦（完全控制或者潜意识暗示）。霸主舰体的设计像一只乌贼，一端是圆柱型舰体可以撞碎任何小型飞船，另一端是长长的肢体，上面装有致命的武器。在和Shepard对话时，霸主宣称收割者种族是“无穷的”，是“永久存在的”，没有被任何人所创造。 作为一个机械种族，这种宣称不符合逻辑，但收割者的心智确实符合逻辑的和身体相连。（一种可能性是收割者曾经是有机生命，然而他们选择把自己和机器融合在一起。）这些宣称显示出霸主相信不合理的理念就像宗教信仰一样，虽然在收割者看来霸主的信仰显得非常自大。
在质量效应2中，一个叫做先驱者的收割者快指挥收集者来捕捉整个人类殖民地的人口。被捕获人类的基因物质（液化的人类身体）被用来建造一个人类收割者。质量效应2的故事清晰地表明收割者模仿有机种族来构造他们的有机组件。在发现人类收割者幼体之后的对话暗示了收割者周期性地收割智慧生命是他们生殖过程的一部分，收割者需要这些基因物质来制造新的收割者。Legion把收割者表述为：“一艘船，一种意志，众多思想”，暗示被用来制造收割者的有机生命的思想仍然存在于新的身体内，虽然他也可能是指一种像桀斯那样的程序集合。在质量效应2的结尾，先驱者激活了沉睡的收割者舰队，上百艘有着和霸主相似乌贼外表的战舰，随后舰队开始向着银河移动。目前已经确认在质量效应3中收割者将会进攻地球，正如Shepard和其他人所预料的那样。

### 沃查 Vorcha
一種兩足直立，類爬蟲類生物，擁有語言能力，被克洛根人當作傭兵使用。在收集者戰爭中，被收集者驅使令收割者復活。

### 德雷尔人 Drell
德雷尔人源自於拉克哈納Rakhana，是一種有星際航行能力的兩棲類生物。因為八個世紀前，拉克哈納的生態被過度消耗，逐漸不宜居住，爾後哈納與其首度接觸，提議拯救部分德雷爾人前往卡耶一起共同生活，自此約有幾十萬德雷爾人與哈納共同生活在一起。

## 滅絕种族

### 普洛仙 Prothean
在五万年前，普洛仙是银河系中唯一的星际种族。他们在一次突如其来的“星际灭绝”中消亡，残留的只有昔日帝国的遗迹。据信是他们建造了质量中继器和神堡，使无数种族得以在银河系中探索与扩张。
普洛仙遗迹遍布于银河各处。虽然它们历经漫长岁月仍然保持了惊人的完好程度，但是尚能运作的古代普洛仙设备却非常少。无情的时光和历代劫掠者已将他们废弃的城市和空间站洗劫一空。
有些人认为普洛仙曾干预过低等种族的进化。比如哈纳的家园卡耶上就有普洛仙曾在此居留的明显证据。在火星上发现的普洛仙观测站遗迹使“干预进化论”的拥护者在人类世界中重新出现。这些人认为古代文明的上帝神话其实是与外星人接触后留下的失真记忆。

### 雷克耐 Rachni
雖然雷克耐現已滅絕，但他們曾經威脅到神堡世界的所有種族。2000多年前，探險者貿然啟動了通往未知星系的質量中繼器，並遭遇了空前絕後的東西——一個由蟲后統領的星際蟲族。
很不幸，雷克耐不是溫和的生物，整個銀河被捲進了史稱“雷克耐戰爭”的一系列衝突中。和談的嘗試徒勞無功，因為統領全族的蟲后藏在母星劇毒環境的地表之下，無法與其接觸。
克洛根人的出現最終結束了雷克耐戰爭。由於克洛根人生長在最惡劣的環境中，所以他們能攻擊巢穴中的蟲后，收復被佔的議會星球。當克洛根艦隊將雷克耐趕回母星時，他們拒絕投降，於是克洛根人將他們從銀河系中趕盡殺絕。

## 相關作品

### 小說
- 以下小說作者為Drew Karpyshyn（英语：Drew Karpyshyn）
  - 《質量效應：啟示》（Mass Effect: Revelation，2007）
  - 《质量效应：飞升》（Mass Effect: Ascension，2008）
  - 《Mass Effect: Retribution》（2010）
- 《Mass Effect: Deception》（2012）- 作者是William C. Dietz（英语：William C. Dietz）
- 《Mass Effect: Pick Your Path》（2012）- 粉絲小說，作者是Mike Kayatta[1]

### 漫畫
- 《Mass Effect: Redemption（英语：Mass Effect: Redemption）》（2010）
- 《Mass Effect: Incursion》（2010）
- 《Mass Effect: Inquisition》（2010）
- 《Mass Effect: Evolution》（2011）
- 《Mass Effect: Conviction》（2011）
- 《Mass Effect: Invasion》（2011－2012）
- 《Mass Effect: Homeworlds》（2012）
- 《Mass Effect: Blasto: Eternity Is Forever》（2012）
- 《Mass Effect: He Who Laughs Best》（2013）
- 《Mass Effect: Foundation》（2013）

### 電影
2012年推出由美國Funimation Entertainment及日本T.O Entertainment 共同製作的動畫電影《質量效應：迷途楷模》（Mass Effect: Paragon Lost），故事設定為《質量效應3》的前傳。導演是Atsushi Takeuchi，主要配音演員為小弗雷迪·普林斯、Monica Rial、Laura Bailey。